# Pierre Harmel
Pierre Charles José Marie, greve Harmel, född 16 mars 1911 i Uccle, Belgien, död 15 november 2009 i Bryssel, Belgien, var en belgisk kristdemokratisk politiker och advokat. Han var premiärminister från juli 1965 till mars 1966. Han var mest känd för sitt arbete med att omorganisera Nato. Harmel var vid sin död en av Europas äldsta före detta stats- och regeringschefer.